# Tweede Kamerverkiezingen in het kiesdistrict Arnhem (1888-1918)

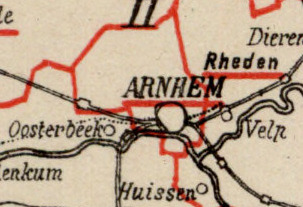
Kiesdistrict Arnhem (1888)

Tweede Kamerverkiezingen in het kiesdistrict Arnhem (1888-1918) geeft een overzicht van verkiezingen voor de Nederlandse Tweede Kamer in het kiesdistrict Arnhem in de periode 1888-1918.
Het kiesdistrict Arnhem was al ingesteld in 1848. De indeling van het kiesdistrict werd gewijzigd na de grondwetsherziening van 1887; tevens werd het kiesdistrict toen omgezet in een enkelvoudig district. Tot het kiesdistrict behoorde vanaf dat moment uitsluitend de gemeente Arnhem.
Het kiesdistrict Arnhem vaardigde in dit tijdvak per zittingsperiode één lid af naar de Tweede Kamer.
Legenda
- cursief: in de eerste verkiezingsronde geëindigd op de eerste of tweede plaats, en geplaatst voor de tweede ronde;
- vet: gekozen als lid van de Tweede Kamer.

## 6 maart 1888
De verkiezingen werden gehouden na vervroegde ontbinding van de Tweede Kamer.
|                       | 6 maart |
| --------------------- | ------- |
| Kiesgerechtigden      | 3.009   |
| Opkomst               | 2.623   |
| Geldige stemmen       | 2.616   |
| Blanco stemmen        | 6       |
| Kandidaten            |         |
| W. Rooseboom          | 1.313   |
| R. Melvil van Lijnden | 1.029   |
| A. Moll               | 259     |

## 29 juli 1890
Willem Rooseboom, gekozen bij de verkiezingen van 6 maart 1888, trad op 5 juli 1890 af vanwege zijn bevordering tot luitenant-kolonel. Om in de ontstane vacature te voorzien werd een tussentijdse verkiezing gehouden.
|                  | 29 juli |
| ---------------- | ------- |
| Kiesgerechtigden | 2.737   |
| Opkomst          | 688     |
| Geldige stemmen  | 660     |
| Blanco stemmen   | 28      |
| Kandidaten       |         |
| W. Rooseboom     | 555     |
| H. Tindal        | 60      |
| A. Moll          | 29      |

## 9 juni 1891
De verkiezingen werden gehouden na ontbinding van de Tweede Kamer.
|                   | 9 juni |
| ----------------- | ------ |
| Kiesgerechtigden  | 2.792  |
| Opkomst           | 2.077  |
| Geldige stemmen   | 2.061  |
| Blanco stemmen    | 13     |
| Kandidaten        |        |
| P. Rink           | 1.143  |
| D.R.B. van Lynden | 727    |
| A.H. Gerhard      | 170    |

## 10 april 1894
De verkiezingen werden gehouden na ontbinding van de Tweede Kamer.
|                  | 10 april |
| ---------------- | -------- |
| Kiesgerechtigden | 2.786    |
| Opkomst          | 2.400    |
| Geldige stemmen  | 2.387    |
| Blanco stemmen   | 9        |
| Kandidaten       |          |
| P. Rink          | 1.330    |
| J.F. Bijleveld   | 1.051    |

## 15 juni 1897
De verkiezingen werden gehouden na ontbinding van de Tweede Kamer.
|                         | 15 juni |
| ----------------------- | ------- |
| Kiesgerechtigden        | 4.972   |
| Opkomst                 | 4.267   |
| Geldige stemmen         | 4.202   |
| Blanco stemmen          | 65      |
| Kandidaten              |         |
| P. Rink                 | 2.130   |
| H.J.A.M. Schaepman      | 1.168   |
| A.D.P.V. van Löben Sels | 567     |
| H.H. van Kol            | 337     |

## 14 juni 1901
De verkiezingen werden gehouden na ontbinding van de Tweede Kamer.
|                        | 14 juni | 27 juni |
| ---------------------- | ------- | ------- |
| Kiesgerechtigden       | 5.415   | 5.415   |
| Opkomst                | 4.252   | 4.366   |
| Geldige stemmen        | 4.137   | 4.321   |
| Blanco stemmen         | 115     | 45      |
| Kandidaten             |         |         |
| P. Rink                | 2.047   | 2.496   |
| J.S.F. van Hoogstraten | 1.585   | 1.825   |
| B. Reyndorp            | 505     |         |

## 16 juni 1905
De verkiezingen werden gehouden na ontbinding van de Tweede Kamer.
|                           | 16 juni | 28 juni |
| ------------------------- | ------- | ------- |
| Kiesgerechtigden          | 6.754   | 6.754   |
| Opkomst                   | 6.048   | 6.172   |
| Geldige stemmen           | 5.990   | 6.137   |
| Blanco stemmen            | 58      | 35      |
| Kandidaten                |         |         |
| P. Rink                   | 2.729   | 3.396   |
| C. van der Voort van Zijp | 2.649   | 2.741   |
| W.P.G. Helsdingen         | 612     |         |

## 7 september 1905
Pieter Rink, gekozen bij de verkiezingen van 16 en 28 juni 1905, nam zijn benoeming niet aan vanwege zijn toetreding op 17 augustus 1905 tot het na de verkiezingen geformeerde kabinet-De Meester. Om in de ontstane vacature te voorzien werd een naverkiezing gehouden.
|                   | 7 september | 14 september |
| ----------------- | ----------- | ------------ |
| Kiesgerechtigden  | 6.754       | 6.754        |
| Opkomst           | 5.055       | 5.373        |
| Geldige stemmen   | 5.017       | 5.339        |
| Blanco stemmen    | 38          | 34           |
| Kandidaten        |             |              |
| K. Eland          | 2.198       | 2.935        |
| S. de Vries       | 1.859       | 2.404        |
| W.P.G. Helsdingen | 960         |              |

## 11 juni 1909
De verkiezingen werden gehouden na ontbinding van de Tweede Kamer.
|                  | 11 juni | 23 juni |
| ---------------- | ------- | ------- |
| Kiesgerechtigden | 8.069   | 8.069   |
| Opkomst          | 6.509   | 6.869   |
| Geldige stemmen  | 6.449   | 6.821   |
| Blanco stemmen   | 60      | 48      |
| Kandidaten       |         |         |
| K. Eland         | 2.481   | 3.638   |
| H.C. Hogerzeil   | 2.917   | 3.183   |
| L.M. Hermans     | 1.051   |         |

## 17 juni 1913
De verkiezingen werden gehouden na ontbinding van de Tweede Kamer.
|                  | 17 juni | 25 juni |
| ---------------- | ------- | ------- |
| Kiesgerechtigden | 9.044   | 9.238   |
| Opkomst          | 8.006   | 7.917   |
| Geldige stemmen  | 7.949   | 7.890   |
| Blanco stemmen   | 57      | 27      |
| Kandidaten       |         |         |
| K. Eland         | 2.923   | 4.852   |
| J.A. de Wilde    | 3.093   | 3.038   |
| L.M. Hermans     | 1.933   |         |

## 15 juni 1917
De verkiezingen werden gehouden na ontbinding van de Tweede Kamer.
|                  | 15 juni |
| ---------------- | ------- |
| Kiesgerechtigden | 9.626   |
| Opkomst          | 3.797   |
| Geldige stemmen  | 3.737   |
| Blanco stemmen   | 60      |
| Kandidaten       |         |
| K. Eland         | 3.088   |
| M.C.van Wijhe    | 649     |

## Opheffing
De verkiezing van 1917 was de laatste verkiezing voor het kiesdistrict Arnhem. In 1918 werd voor verkiezingen voor de Tweede Kamer overgegaan op een systeem van evenredige vertegenwoordiging met kandidatenlijsten van politieke partijen.